# مهرجان ماردي جرا السينمائي
مهرجان ماردي جرا السينمائي (بالإنجليزية: Mardi Gras Film Festival)‏ هو مهرجان سينمائي أسترالي للمثليين والمثليات ومزدوجي الميول والمتحولين جنسياً (الإل جي بي تي)، يُقام سنوياً كجزء من مسيرة واحتفالات سيدني ماردي جرا.

## التاريخ
استضافت أستراليا أول مهرجان لأفلام المثليين في العالم بشهر يونيو من عام 1976، كجزء من إحياء ذكرى أعمال الشغب ستونوول في مدينة نيويورك عام 1969. افتتح فعاليات المهرجان معهد الفيلم الأسترالي عام 1978 بعنوان «مهرجان أفلام المثليين والمثليات»، في عام 1986 تم ضم مهرجان الأفلام بفعاليات مسيرة سيدني ماردي جرا لتقديم «أسبوع سيدني لأفلام المثليين» بالتزامن مع عقد المسيرة.